# Idiops santaremius
Idiops santaremius là một loài nhện trong họ Idiopidae.
Loài này thuộc chi Idiops. Idiops santaremius được Frederick Octavius Pickard-Cambridge miêu tả năm 1896.